# 弘瀬健太
弘瀬健太（ひろせ けんた、天保7年（1836年）3月 - 文久3年6月8日（1863年7月23日））は幕末の土佐藩士。名は年定。土佐勤皇党の幹部の一人として幕末に活躍した。
天保7年（1836年）3月、土佐藩井口村（現在の高知市井口町）に郷士の長男として生まれる。文久元年（1861年）8月に武市瑞山が結成した土佐勤皇党に参加。文久3年（1863年）6月8日）、青蓮院宮令旨事件の責で平井収二郎・間崎哲馬と共に山内容堂に切腹させられた。ここから容堂による土佐勤皇党への弾圧がはじまることになる。享年28。
明治24年（1891年）、従四位を追贈された。